# 1999 en athlétisme
Cette chronologie de l'athlétisme en 1999 présente les évènements importants survenus du 1er janvier 1999 au 31 décembre 1999 en athlétisme.

## Compétitions

### Mondiales
| Compétition                            | Lieu     | Date         |
| -------------------------------------- | -------- | ------------ |
| Championnats du monde en salle         | Maebashi | 5 - 7 mars   |
| Championnats du monde de cross-country | Belfast  | 27 - 28 mars |
| Championnats du monde                  | Séville  | 20 - 29 août |

### Continentales

#### Afrique
| Compétition    | Lieu         | Date              |
| -------------- | ------------ | ----------------- |
| Jeux africains | Johannesburg | 14 - 18 septembre |

#### Amériques
| Compétition                                      | Lieu       | Date            |
| ------------------------------------------------ | ---------- | --------------- |
| Jeux panaméricains                               | Winnipeg   | 24 - 30 juillet |
| Championnats d'Amérique centrale et des Caraïbes | Bridgetown | 25 - 27 juin    |

## Records

### Records du monde
| Épreuve | Athlète         | Nation     | Performance | Lieu    | Date         | Réf.  |
| ------- | --------------- | ---------- | ----------- | ------- | ------------ | ----- |
| 100 m   | Maurice Greene  | États-Unis | 9 s 79      | Athènes | 16 juin 1999 | [ 1 ] |
| 400 m   | Michael Johnson | États-Unis | 43 s 18     | Séville | 26 août 1999 | [ 2 ] |